# Le Palanquin mystérieux
Pour plus de détails, voir Fiche technique et Distribution.
Le Palanquin mystérieux (おぼろ駕籠, Oborokago) est un film japonais réalisé par Daisuke Itō et sorti en 1951.

## Synopsis
Des soupçons de complot pèsent sur la résidence du shogun lorsqu'une concubine succombe à une mort étrange. Le moine Mukaku tente de résoudre le mystère.

## Fiche technique
Sauf indication contraire, les informations mentionnées dans cette section peuvent être confirmées par la base de données cinématographiques IMDb,  présente dans la section « Liens externes ».
- Titre : Le Palanquin mystérieux[1]
- Titre original : おぼろ駕籠 (Oborokago?)
- Réalisation : Daisuke Itō

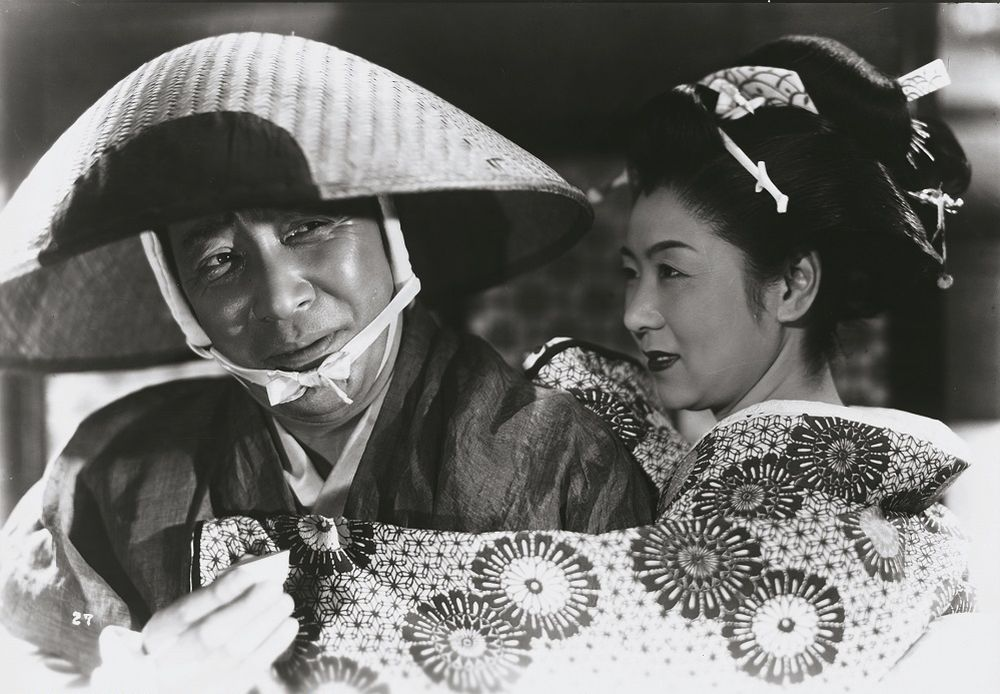
Tsumasaburō Bandō et Kinuyo Tanaka.

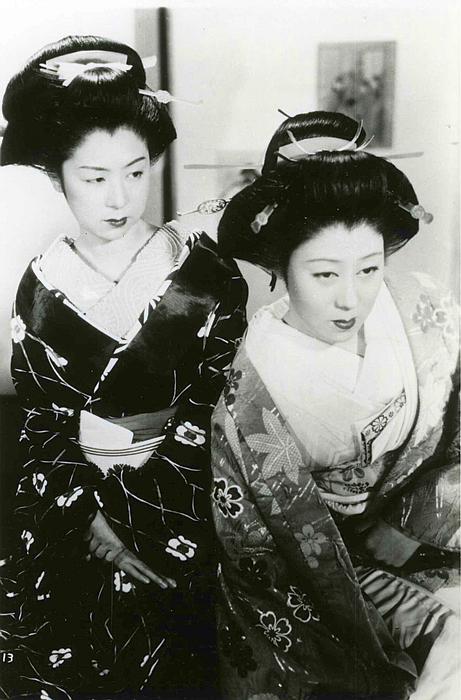
Kinuyo Tanaka et Isuzu Yamada.

- Scénario : Yoshikata Yoda, d'après un roman de Jirō Osaragi
- Photographie : Hideo Ishimoto
- Montage : Mitsuzō Miyata
- Décors : Hiroshi Mizutani
- Musique : Seiichi Suzuki
- Société de production : Shōchiku
- Pays de production :  Japon
- Langue originale : japonais
- Format : noir et blanc — 1,37:1 — 35 mm — son mono
- Genre : film d'aventures ; jidai-geki
- Durée : 93 minutes (métrage : dix bobines - 2 542 m[2])
- Date de sortie :
  - Japon : 13 janvier 1951[2]

## Distribution
- Tsumasaburō Bandō : Mukaku
- Kinuyo Tanaka : Onaka
- Isuzu Yamada : Misawa Chūrō
- Keiji Sada : Junnosuke Koyanagi
- Daisuke Katō
- Ryūnosuke Tsukigata
- Tōru Abe
- Kōji Mitsui